# Алешинка (Орловская область)
Алешинка — деревня в Дмитровском районе Орловской области. Административный центр  Алешинского сельского поселения. 
Население — 224 человека (2011 год).

## География
Расположена на реке Несса, в 7 км западнее Дмитровска. Через деревню проходит автодорога 54К-9 «Кромы — Комаричи».
Климат
Климат в деревне и округе умеренно континентальный, умеренно влажный, тем не менее бывают случаи сильных ураганов.

## Этимология
Название деревни произошло от старинного слова «алешки́», которое означает ольховые кусты в долине реки. Встречаются орфографические отклонения в названии: Алёши[е]нка.

## История
По данным 10-й ревизии 1858 года графу Николаю Александровичу Кушелеву-Безбородко в Алешинке принадлежало 348 крестьян мужского пола. Население деревни было приписано к храму Рождества Христова соседнего села Балдыж.
В 1897 году в деревне проживало 862 человека (415 мужского пола и 447 женского); всё население исповедовало православие.
В Первой мировой войне участвовали жители деревни: Ануфриев Кузьма Филиппович (1895), Бабошин Владимир Михайлович, Бабошин Тимофей Сергеевич, Борзов Василий Артемьевич, Бывшев Фёдор Семёнович, Бывшев Фома Григорьевич (1877), Васюнин Илья Денисович, Васюнин Кондратий Николаевич, Васюнин Никита Филиппович (1877), Воронин Андрей Филиппович, Воронин Иван Ефимович (1872), Воронин Степан Ефимович, Воропаев Аким Никитич (1894), Воропаев Филипп Никитич, Галанов Михаил Степанович (1887), Гусаков Иван Денисович (1882), Дьячков Егор Михаилович, Дьячков Мирон Михайлович, Журавлёв Филипп Яковлевич и другие.
В 1926 году в деревне было 195 хозяйств (в т.ч. 193 крестьянского типа), проживало 1108 человек (529 мужского пола и 579 женского), действовали: школа 1-й ступени, пункт ликвидации неграмотности. В то время Алешинка была административным центром Алешинского сельсовета Круглинской волости Дмитровского уезда. С 1928 года в составе Дмитровского района. В 1937 году в деревне было 144 двора.
С октября 1941 года находилась в зоне немецко-фашистской оккупации. В марте 1943 года в деревне проходили бои по освобождению от немецких захватчиков. Освобождена подразделениями 102-й стрелковой дивизии 13 августа 1943 года.
В 1940-е — 1980-е годы в деревне действовал колхоз «Заветы Ильича».

## Население
| 1853 | 1866 | 1877 | 1897 | 1926  | 1979 | 2002 |
| ---- | ---- | ---- | ---- | ----- | ---- | ---- |
| 602  | ↘596 | ↗692 | ↗862 | ↗1108 | ↘245 | ↗298 |
| 2010 | 2011 |      |      |       |      |      |
| ↘217 | ↗224 |      |      |       |      |      |

Известные люди